# Heliophila africana
Heliophila africana là một loài thực vật có hoa trong họ Cải. Loài này được (L.) Marais mô tả khoa học đầu tiên.